# دونالد بوكانان
دونالد بوكانان (بالإنجليزية: Donald Buchanan)‏ هو سياسي جامايكي، ولد في 28 سبتمبر 1942 في جامايكا، وتوفي في 10 يناير 2011 في نفس البلد بسبب سرطان القولون. حزبياً، نشط في حزب الشعب الوطني ‏.